# Olive Soulouque
Olive Soulouque, Công chúa Hoàng gia Haiti (29 tháng 11 năm 1842 – 23 tháng 7 năm 1883) là con gái lớn của Hoàng đế Faustin I của Haiti và Adélina Lévêque.

## Đời sống
Olive Soulouque là con cả của hai cô con gái Faustin Soulouque và Adélina Lévêque. Sinh ra bất hợp pháp, cô được hợp thức hóa sau cuộc hôn nhân của cha mẹ vào ngày 31 tháng 12 năm 1847, và được phong tước hiệu Công chúa Hoàng gia Haiti và được phong là Hoàng thân vào ngày 26 tháng 8 năm 1849. Vì cha cô không có con trai, và thích một người thừa kế nam, ông tuyên bố cháu mình là người thừa kế ngai vàng Mainville-Joseph Soulouque lên ngôi. Vào ngày 26 tháng 12 năm 1861, Olive kết hôn với hoàng tử Mainville-Joseph. Ban đầu cô đã phản đối cuộc hôn nhân, nhưng đã bị mẹ thuyết phục. Khi cha cô bị phế truất vào năm 1859, cô và gia đình theo cha mẹ đi lưu vong. Bà chết ở Port-au-Prince vào ngày 23 tháng 7 năm 1883, có vấn đề, ba con trai và một con gái, tất cả đều chết trẻ.